# 70 del Serpentari
70 del Serpentari (70 Ophiuchi) és un sistema estel·lar en la constel·lació del Serpentari situat visualment a l'est de γ Ophiuchi. Distant només 16,6 anys llum del sistema solar, els sistemes més propers a ell són Wolf 1055 i Wolf 630, a 6,1 i 6,7 anys llum respectivament.

## Característiques
70 del Serpentari és un estel binari —la seva duplicitat es observable amb un petit telescopi— on les seves dos components són nanes taronges. La component principal, 70 del Serpentari A (LHS 458), té tipus espectral K0 V i una temperatura efectiva de 5290 K. Brilla amb el 50 % de la lluminositat solar i el seu radi equival al 85 % del que té el Sol. Té una massa de 0,89 masses solars i la seva metal·licitat, basada en l'abundància relativa de ferro, és sol el 30 % de la trobada en el Sol. Igual que el Sol, mostra activitat magnètica, observant-se regions actives que entren i surten del camp de visió. Això ha permès conèixer el seu període de rotació, 19,7 dies.
70 del Serpentari B (LHS 459) és també un nan taronja, però més fred i petit que la seva companya. De tipus espectral K4 V, la seva temperatura és de 4250 K. Amb una massa estimada igual al 71 % de la massa solar, el seu radi és de 0,70 radis solars mentre que la seva lluminositat amb prou feines assoleix el 16 % de la que té el Sol. El sistema, catalogat com a variable BY Draconis, rep també la denominació d'estel variable V2391 Ophiuchi.
L'òrbita del sistema és notablement excèntrica (ε = 0,495), variant la separació entre les components entre 11,6 ua i 34,8 ua. El seu període orbital és de 88,4 anys; l'últim periastre —distància mínima entre components— va tenir lloc el 1984 i caldrà esperar fins a 2028 pel apoastre. Encara que diversos estudis en el passat van trobar evidència d'un tercer cos de massa petita que pertorbava l'òrbita dels dos estels, estudis subsegüents han desestimat la seva existència.